# Instalacja (sztuka)

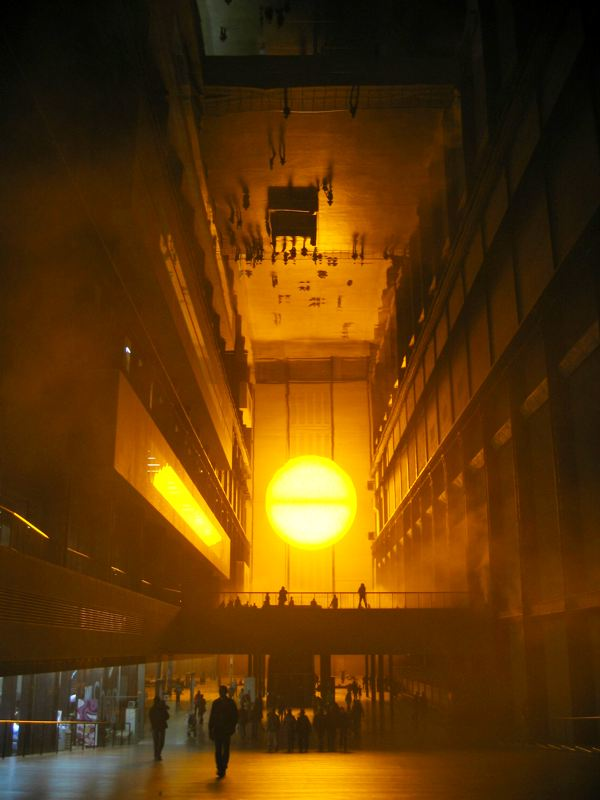
Olafur Eliasson – instalacja The Weather Project, Tate Modern

Instalacja – wieloelementowa realizacja artystyczna w konkretnej przestrzeni (miejscu, obiekcie itp.) zastanej lub konstruująca taką przestrzeń.
Instalacja to inaczej dzieło plastyczne o przestrzennych walorach zbudowane przez artystę i dopasowane do konkretnej przestrzeni (najczęściej będącą zastaną przestrzenią). Instalacja złożona jest w całość z wielu elementów gotowych lub w tym celu wykonanych, ale może być wykonana z jednego konkretnego elementu. Szersze rozumienie instalacji wynika ze wzajemnych relacji między poszczególnymi przedmiotami albo z ich kontekstu, np. kulturowego, przestrzennego, społecznego lub symbolicznego.
Instalacje poprzedziły w sztuce XX w. idee ready-mades Marcela Duchampa, environment z lat 50. i 60. oraz realizacje przestrzenne minimal artu. O ile environment wytwarza przestrzeń własną, to instalacja wchodzi w aktywne realizacje z przestrzenią zastaną. Mogą być w instalacji również używane inne media, np. fotografie, film, video, zwierzęta bądź siły natury. Instalacja jest używana przez różne kierunki sztuki współczesnej jako pełnoprawny środek wypowiedzi artystycznej, może być także efektem akcji lub performance.
Instalacje wykorzystują wszelkie materiały i media. Ze względu na operowanie przestrzenią wywodzi się z doświadczenia rzeźby i związana jest z rozwojem sztuki w drugiej połowie XX wieku. Ewolucja tej formy wynika z praktyk takich jak: tworzenie environment – autorskich środowisk artystycznych, asamblaży – zestawienia przedmiotów gotowych, tworzenie kolekcji przedmiotów, aranżacji rzeźbiarskiej zwracającej uwagę na relacje pomiędzy obiektami. Historycznie, pierwsze tego typu realizacje wykorzystywały miejsca „ubogie”, opuszczone budynki, przestrzenie poprzemysłowe, miejsca niezwiązane powszechnie ze sztuką, niejako wprowadzając sztukę w przestrzeń życia, jak również w przestrzeń natury, w ten sposób dodając do dzieła znaczenia wynikające ze specyfiki miejsca, przeciwstawiając się jednocześnie koncepcji dzieła jako „odizolowanego” obiektu. Instalacja może być czasowa lub stała. Prace instalacyjne zostają umieszczone w pomieszczeniach wystawowych, takich jak muzea i galerie, a także przestrzeni publicznej i prywatnej. W gatunku tym wykorzystuje się przedmioty codziennego użytku, naturalne materiały, jak również nowe media, takie jak: wideo, dźwięk, performance, rzeczywistość wirtualna i internet.

## Artyści tworzący instalacje
- Joseph Beuys
- Olafur Eliasson
- Ai Weiwei
- Anish Kapoor
- Alison Knowles
- Carolee Schneemann
- Yves Klein
- Nam June Paik
- Kiki Smith
- Kurt Fleckenstein
- Martin Kippenberger
- Yoko Ono
- Wolf Vostell
- Jens Galschiot

### Artyści polscy
| - Magdalena Abakanowicz - Tomasz Bajer - Mirosław Bałka - Jan Berdyszak - Marcin Berdyszak - Sławomir Brzoska - Dmitrij Buławka-Fankidejski - Dorota Chilińska - Marek Chlanda - Bogdan Chmielewski - Józef Czerniawski - Stanisław Dróżdż - Andrzej Dudek-Dürer - Peter Grzybowski - Izabella Gustowska - Elżbieta Jabłońska - Zuzanna Janin - Jadwiga Janus | - Jerzy Kalina - Marek Kamieński - Marek Kijewski - Grzegorz Klaman - Jacek Kornacki - Grzegorz Kowalski - Katarzyna Kozyra - Anna Królikiewicz - Kamil Kuskowski - Natalia LL - Hanna Łuczak - Ryszard Ługowski - Teresa Murak - Dorota Nieznalska - Marzena Nowak - Joanna Rajkowska - Józef Robakowski - Mirosław Rogala | - Jadwiga Sawicka - Krzysztof Skarbek - Mikołaj Smoczyński - Monika Sosnowska - Maciej Szańkowski - Andrzej Szewczyk - Grzegorz Sztwiertnia - Jan Świdziński - Artur Tajber - Leon Tarasewicz - Zbigniew Taszycki - Jacek Tylicki - Zbigniew Warpechowski - Maria Wasilewska - Andrzej Wasilewski - Ryszard Waśko - Krzysztof Wodiczko | - Igor Wójcik - Piotr Wyrzykowski - Grażyna Jaskierska - Maciej Albrzykowski |